# Große Telekie
Die Große Telekie (Telekia speciosa), auch Scheinalant genannt, ist die einzige Art der Pflanzengattung Telekia innerhalb der Familie der Korbblütler (Asteraceae).

## Beschreibung

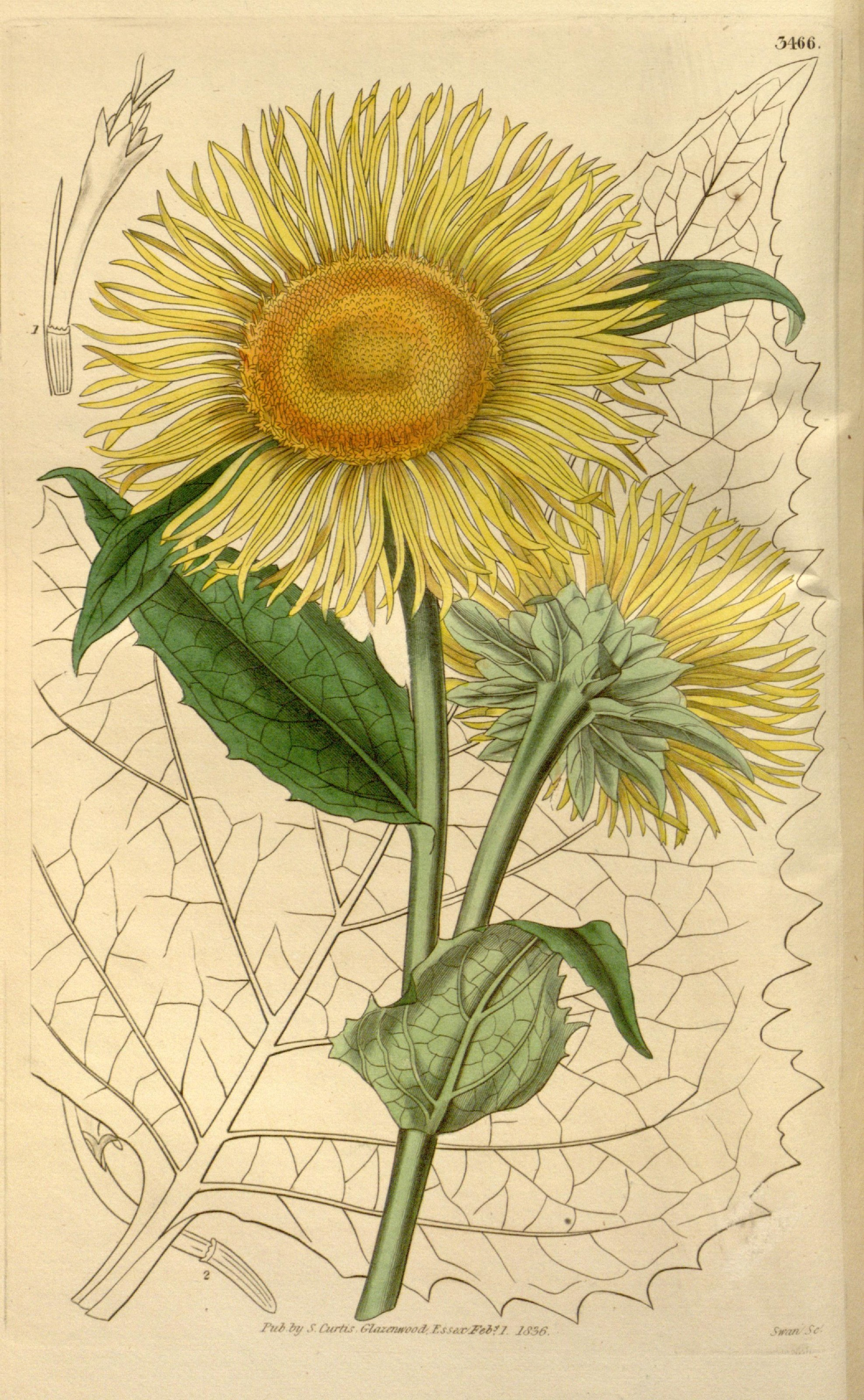
Illustration aus Curtis's Botanical Magazine, Tafel 3466

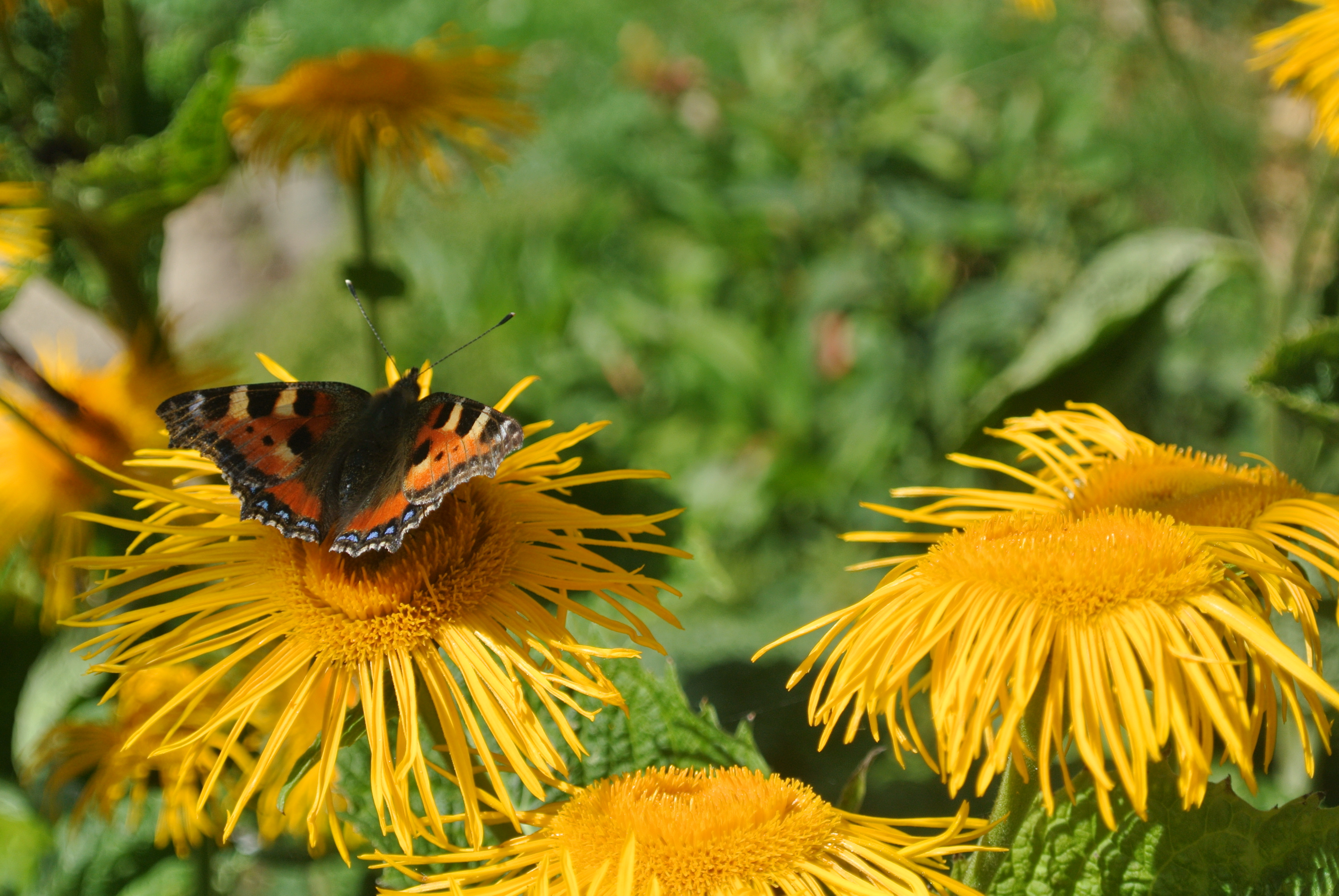
Die Blüten sind ein Magnet für viele Insekten, hier ein Kleiner Fuchs

### Vegetative Merkmale
Die Große Telekie ist eine ausdauernde, krautige Pflanze, die Wuchshöhen von etwa 100 bis 150 (200) Zentimeter erreicht. Sie bildet ein Rhizom aus.
Die Grundblätter sind lang gestielt und ungefähr 30 Zentimeter breit. Ihre Spreite ist breit-eiförmig und hat einen herzförmigen Grund. Die oberen Stängelblätter sind am Grund keilig gestutzt und höchstens halbstängelumfassend sitzend.

### Generative Merkmale
Die Blütezeit reicht von Juni bis August. In einem Gesamtblütenstand sind meist sind zwei bis acht körbchenförmige Blütenstände vorhanden. Die Blütenkörbe haben einen Durchmesser von 6 bis 8 Zentimetern. Die Hüllblätter sind eiförmig, die äußeren haben eine zurückgebogene, laubförmige Spitze. In einem Blütenkorb sind Zungen- und Röhrenblüten vorhanden. Die Zungenblüten sind tief goldgelb. Die Röhrenblüten sind bräunlichgelb.
Die Achänen sind etwa 6 Millimeter lang und vielrippig. Ihr Pappus ist ein häutiger gezackter Saum.
Die Chromosomenzahl beträgt 2n = 20.

## Ähnliche Art
Die Große Telekie ähnelt dem Echten Alant (Inula helenium), unterscheidet sich von diesem jedoch durch die Unterseite ihrer Blätter: Bei der Telekie sind deren etwas herzförmige Laubblätter außerdem auch von unten grün, während die mehr länglichen Laubblätter des Echten Alants auf der Unterseite wollig behaart sind.

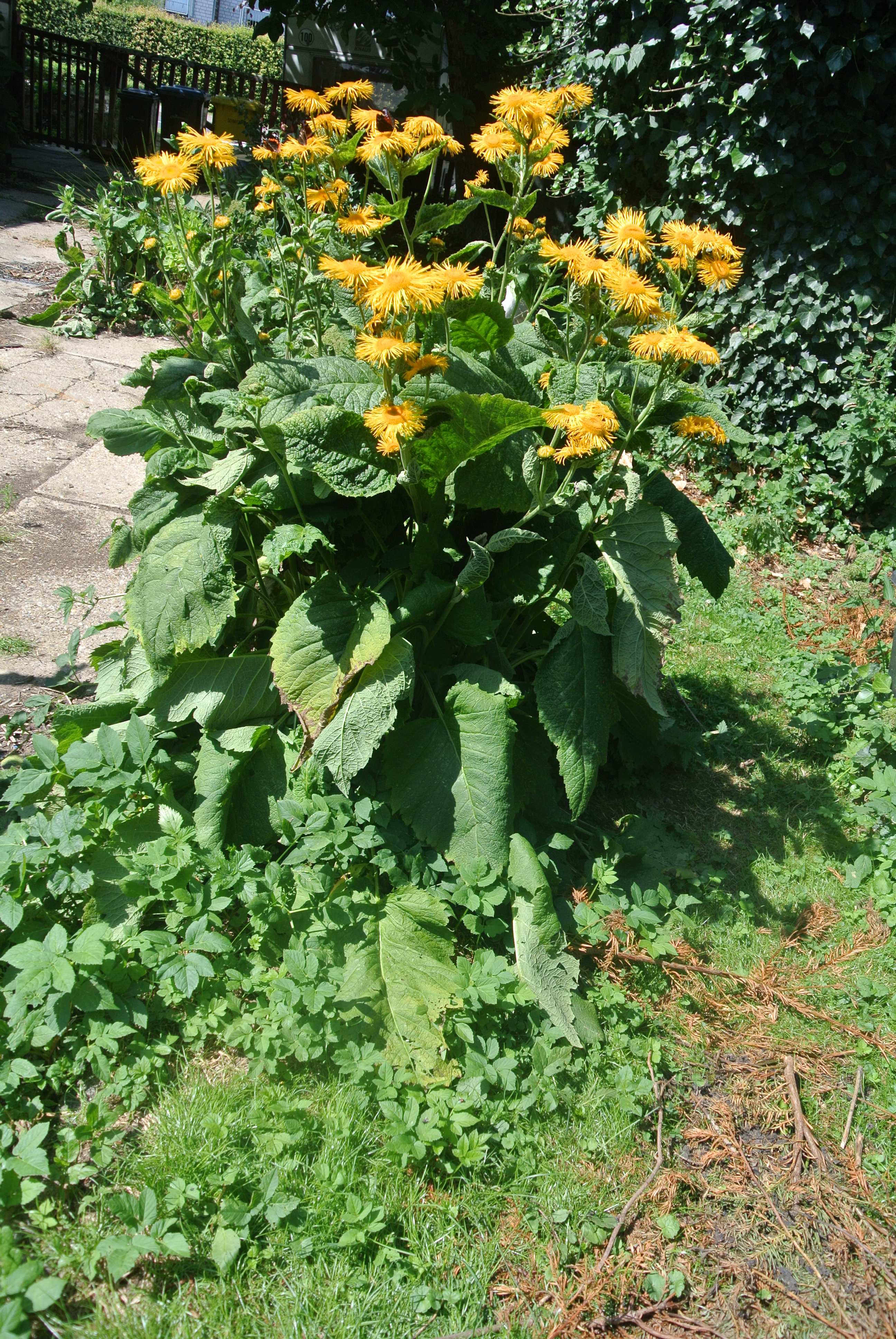
Große Telekie in voller Blüte

## Vorkommen
Die Große Telekie kommt in Südosteuropa, der nördlichen Türkei und im Kaukasusraum vor. Sie gedeiht in Bergwald-Rändern, an Bachufern und in Hochstaudenfluren in Höhenlagen von 300 bis 2400 Metern. Sie ist in Südosteuropa eine Charakterart des Petasiti-Telekietum aus dem Verband Aegopodion, kommt aber auch in Pflanzengesellschaften des Verbands Atropion vor. In West- und Zentral-Europa kommt diese Art mehrfach eingebürgert vor. Sie ist in Belgien, Tschechien, Deutschland, Österreich, Estland und der Schweiz ein Neophyt.

## Taxonomie
Die Erstveröffentlichung unter dem Namen (Basionym) Buphthalmum speciosum erfolgte durch Johann Christian von Schreber. Die Neukombination zu Telekia speciosa (Schreb.) Baumg. wurde 1817 durch Johann Baumgarten veröffentlicht.

## Nutzung
Die Große Telekie wird verstreut als Zierpflanze für Teichufer, Gebüschränder und Parks sowie als Schnittpflanze genutzt. Sie ist seit spätestens 1739 in Kultur.

## Belege
- Eckehart J. Jäger, Friedrich Ebel, Peter Hanelt, Gerd K. Müller (Hrsg.): Exkursionsflora von Deutschland. Begründet von Werner Rothmaler. Band 5: Krautige Zier- und Nutzpflanzen. Springer, Spektrum Akademischer Verlag, Berlin/Heidelberg 2008, ISBN 978-3-8274-0918-8.